# 스카겐 등대

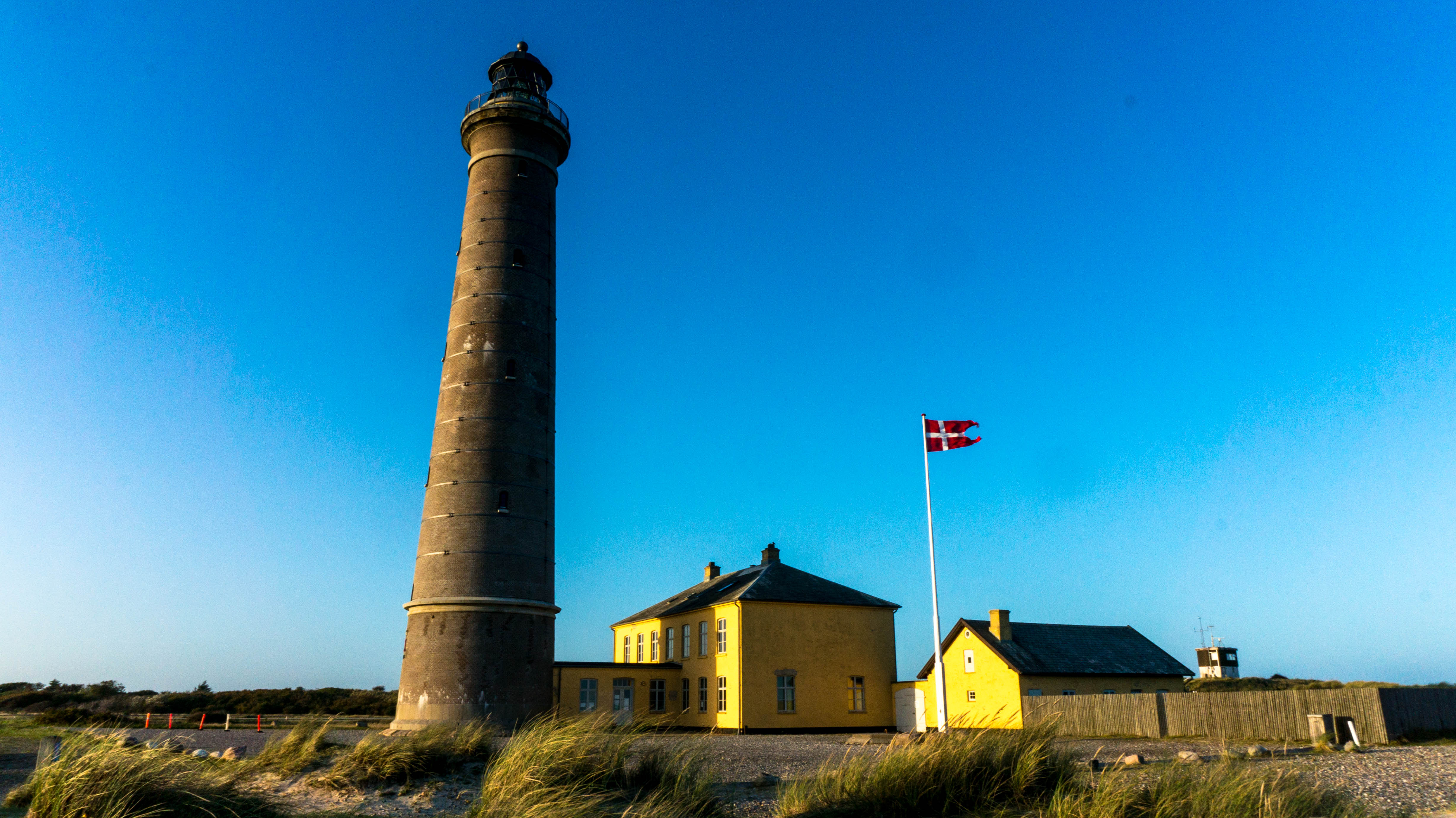
스카겐 등대

스카겐 등대(덴마크어: Skagen Fyr)는 덴마크 윌란반도의 북단 스카겐에서 북동쪽으로 약 4킬로미터 떨어진 곳에 위치한 등대이다. 건축가 닐스 시그프레드 네벨롱이 디자인했으며 1858년 11월 1일 운영을 시작했다.